# Andreas Ivanschitz
Andreas Ivanschitz (sinh ngày 15 tháng 10 năm 1983 tại Eisenstadt, Áo) là cựu cầu thủ bóng đá người Áo và thi đấu ở vị trí tiền vệ tấn công. Anh từng là đội trưởng đội tuyển bóng đá quốc gia Áo tại Euro 2008.

## Sự nghiệp câu lạc bộ
Ivanschitz bắt đầu sự nghiệp tại đội trẻ của câu lạc bộ địa phương ASK Baumgarten từ năm 1989 đến năm 1998.
Sau đó, các tuyển trạch viên của Rapid Wien đã phát hiện tài năng của anh và vào năm 1998, anh ký hợp đồng thi đấu chuyên nghiệp với đội bóng này. Ivanschitz chỉ mới 16 tuổi khi anh lần đầu khoác áo Wien tham gia trận đấu tại Cúp quốc gia Áo với Ranshofen ngày 26 tháng 10 năm 1999. Trận đấu chính thức đầu tiên của anh tại giải vô địch Áo vào năm 2000 gặp Wüstenrot Salzburg. Trong 177 trận thi đấu cho Rapid Wien, Ivanschitz ghi 27 bàn, giành danh hiệu vô địch Giải vô địch bóng đá Áo năm 2004-05. Năm 2003, anh được bầu là "Cầu thủ Áo xuất sắc nhất năm".
Tháng 1 năm 2006, Ivanschitz chuyển đến Red Bull Salzburg và sau đó là Panathinaikos tại Hy Lạp vào tháng 8 năm 2006 theo bản hợp đồng cho mượn 2 năm. Ngày 20 tháng 6 năm 2008, Ivanschitz đã đạt được thỏa thuận một bản hợp đồng mới với Panathinaikos.

### Mainz 05
Sau ba năm thi đấu tại Hi Lạp cùng Panathinaikos, ngày 18 tháng 7 năm 2009, anh đồng ý chuyển đến câu lạc bộ của Đức vừa mới thăng hạng Bundesliga là 1. FSV Mainz 05 với thời hạn cho mượn 2 năm.
Ngày 22 tháng 8 năm 2009, trong trận đấu gặp Bayern Munich ở lượt thứ 3 Bundesliga 2009-10, Ivanschitz đã mở tỉ số cho đội chủ nhà bằng một cú sút căng như kẻ chỉ từ khoảng cách 17 mét bên cánh trái, ghi bàn thắng đầu tiên của mình cho Mainz. Chung cuộc Mainz giành chiến thắng 2-1.

## Sự nghiệp đội tuyển quốc gia
Ivanschitz bắt đầu thi đấu cho đội tuyển quốc gia từ năm 2002. Anh mang áo số 10 và thi đấu ở vị trí tiền vệ tấn công. Andreas Ivanschitz đã trở thành đội trưởng trẻ nhất của đội tuyển Áo ở tuổi 19 trong trận giao hữu gặp đội tuyển CH Séc vào năm 2003. Đến tháng 5 năm 2008, anh đã có 6 bàn thắng sau 37 trận thi đấu cho đội tuyển quốc gia.
Tại Euro 2008, nơi Áo là chủ nhà, anh tiếp tục mang băng đội trưởng đội tuyển bóng đá quốc gia Áo. Tuy nhiên, đội tuyển Áo sau 1 trận hòa, 2 trận thua đã phải chia tay giải đấu ngay từ vòng bảng.
Ngày 7 tháng 9 năm 2008, trong trận đấu vòng loại World Cup 2010 gặp đội tuyển Pháp, Áo đã giành chiến thắng 3-1 trong đó cả ba bàn thắng của tuyển Áo đều xuất phát từ những tình huống cố định và đều mang dấu ấn của Ivanschitz. Đầu tiên là quả đá phạt gần giữa sân của anh tạo điều kiện cho tiền đạo Marc Janko lao vào đệm bóng cận thành mở tỉ số 1-0 cho Áo phút 28. Sau đó từ một quả đá phạt tương tự của anh, tiền vệ René Aufhauser ghi bàn thứ 2 cho tuyển Áo và chính Ivanchitz đã ấn định tỉ số 3-1 từ cú đá phạt đền phút 72. Đây cũng là trận thắng đầu tiên của Áo trước tuyển Pháp trong hơn 38 năm qua.

## Thống kê sự nghiệp

### Câu lạc bộ
Tính đến  ngày 26 tháng 6 năm 2015
| Câu lạc bộ          | Mùa giải            | Giải đấu            | Giải đấu | Giải đấu | Cúp quốc gia | Cúp quốc gia | Châu lục | Châu lục | Khác1 | Khác1 | Tổng cộng | Tổng cộng | Ref.  |
| Câu lạc bộ          | Mùa giải            | Hạng                | Trận     | Bàn      | Trận         | Bàn          | Trận     | Bàn      | Trận  | Bàn   | Trận      | Bàn       | Ref.  |
| ------------------- | ------------------- | ------------------- | -------- | -------- | ------------ | ------------ | -------- | -------- | ----- | ----- | --------- | --------- | ----- |
| Rapid Wien          | 1999–2000           | Austrian Bundesliga | 1        | 0        | 0            | 0            | 0        | 0        | —     | —     | 1         | 0         | [ 3 ] |
| Rapid Wien          | 2000–01             | Austrian Bundesliga | 14       | 2        | 2            | 0            | 2        | 0        | —     | —     | 18        | 2         | [ 3 ] |
| Rapid Wien          | 2001–02             | Austrian Bundesliga | 24       | 1        | 1            | 0            | 5        | 0        | —     | —     | 30        | 1         | [ 3 ] |
| Rapid Wien          | 2002–03             | Austrian Bundesliga | 36       | 5        | 0            | 0            | —        | —        | —     | —     | 36        | 5         | [ 3 ] |
| Rapid Wien          | 2003–04             | Austrian Bundesliga | 25       | 7        | 2            | 1            | —        | —        | —     | —     | 27        | 8         | [ 3 ] |
| Rapid Wien          | 2004–05             | Austrian Bundesliga | 29       | 5        | 3            | 1            | 4        | 0        | —     | —     | 36        | 6         | [ 3 ] |
| Rapid Wien          | 2005–06             | Austrian Bundesliga | 18       | 5        | 0            | 0            | 8        | 0        | —     | —     | 26        | 5         | [ 3 ] |
| Rapid Wien          | Tổng cộng           | Tổng cộng           | 147      | 25       | 8            | 2            | 19       | 0        | —     | —     | 174       | 27        | —     |
| Red Bull Salzburg   | 2005–06             | Austrian Bundesliga | 12       | 1        | 0            | 0            | —        | —        | —     | —     | 12        | 1         | [ 3 ] |
| Red Bull Salzburg   | 2006–07             | Austrian Bundesliga | 1        | 0        | 0            | 0            | 0        | 0        | —     | —     | 1         | 0         | [ 3 ] |
| Red Bull Salzburg   | Tổng cộng           | Tổng cộng           | 13       | 1        | 0            | 0            | 0        | 0        | —     | —     | 13        | 1         | —     |
| Panathinaikos       | 2006–07             | Super League        | 0        | 0        | 1            | 0            | 7        | 0        | —     | —     | 8         | 0         | [ 3 ] |
| Panathinaikos       | 2007–08             | Super League        | 24       | 3        | 0            | 0            | 5        | 0        | 3     | 2     | 32        | 5         | [ 3 ] |
| Panathinaikos       | 2008–09             | Super League        | 17       | 3        | 0            | 0            | 6        | 1        | 1     | 0     | 24        | 4         | [ 3 ] |
| Panathinaikos       | Tổng cộng           | Tổng cộng           | 41       | 6        | 1            | 0            | 18       | 1        | 4     | 2     | 64        | 9         | —     |
| Mainz               | 2009–10             | German Bundesliga   | 27       | 6        | 1            | 0            | —        | —        | —     | —     | 28        | 6         | [ 4 ] |
| Mainz               | 2010–11             | German Bundesliga   | 20       | 3        | 2            | 0            | —        | —        | —     | —     | 22        | 3         | [ 5 ] |
| Mainz               | 2011–12             | German Bundesliga   | 26       | 6        | 1            | 1            | 2        | 0        | —     | —     | 29        | 7         | [ 6 ] |
| Mainz               | 2012–13             | German Bundesliga   | 31       | 7        | 3            | 1            | —        | —        | —     | —     | 34        | 8         | [ 7 ] |
| Mainz               | Tổng cộng           | Tổng cộng           | 104      | 22       | 7            | 2            | 2        | 0        | —     | —     | 113       | 24        | —     |
| Levante             | 2013–14             | La Liga             | 29       | 3        | 2            | 1            | —        | —        | —     | —     | 31        | 4         | [ 3 ] |
| Levante             | 2014–15             | La Liga             | 20       | 1        | 0            | 0            | —        | —        | —     | —     | 20        | 1         | [ 3 ] |
| Levante             | Tổng cộng           | Tổng cộng           | 49       | 4        | 2            | 1            | —        | —        | —     | —     | 51        | 5         | —     |
| Seattle Sounders FC | 2015                | Major League Soccer | 9        | 2        | 0            | 0            | 0        | 0        | 0     | 0     | 9         | 2         | [ 3 ] |
| Tổng cộng sự nghiệp | Tổng cộng sự nghiệp | Tổng cộng sự nghiệp | 363      | 60       | 18           | 5            | 39       | 1        | 4     | 2     | 415       | 66        | —     |

- 1.^ Includes Super League playoffs and MLS Cup playoffs.

### Bàn thắng quốc tế
| #   | Ngày                 | Địa điểm                                          | Đối thủ        | Bàn thắng | Kết quả | Giải đaúa                |
| --- | -------------------- | ------------------------------------------------- | -------------- | --------- | ------- | ------------------------ |
| 1.  | 11 tháng 10 năm 2003 | Sân vận động Ernst Happel, Viên, Áo               | Cộng hòa Séc   | 2–1       | 2–3     | Vòng loại Euro 2004      |
| 2.  | 4 tháng 9 năm 2004   | Sân vận động Ernst Happel, Viên, Áo               | Anh            | 2–2       | 2–2     | Vòng loại World Cup 2006 |
| 3.  | 23 tháng 5 năm 2006  | Sân vận động Ernst Happel, Viên, Áo               | Croatia        | 1–1       | 1–4     | Giao hữu                 |
| 4.  | 7 tháng 2 năm 2007   | Sân vận động quốc gia Ta' Qali, Ta' Qali, Malta   | Malta          | 1–1       | 1–1     | Giao hữu                 |
| 5.  | 17 tháng 10 năm 2007 | Sân vận động Tivoli-Neu, Innsbruck, Áo            | Bờ Biển Ngà    | 2–1       | 3–2     | Giao hữu                 |
| 6.  | 26 tháng 3 năm 2008  | Sân vận động Ernst Happel, Viên, Áo               | Hà Lan         | 1–0       | 3–4     | Giao hữu                 |
| 7.  | 6 tháng 9 năm 2008   | Sân vận động Ernst Happel, Viên, Áo               | Pháp           | 3–1       | 3–1     | Vòng loại World Cup 2010 |
| 8.  | 7 tháng 10 năm 2011  | Dalga Arena, Baku, Azerbaijan                     | Azerbaijan     | 1–0       | 4–1     | Vòng loại Euro 2012      |
| 9.  | 29 tháng 2 năm 2012  | Wörtherseestadion, Klagenfurt, Áo                 | Phần Lan       | 3–0       | 3–1     | Giao hữu                 |
| 10. | 15 tháng 8 năm 2012  | Sân vận động Ernst Happel, Viên, Áo               | Thổ Nhĩ Kỳ     | 2–0       | 2–0     | Giao hữu                 |
| 11. | 22 tháng 3 năm 2013  | Sân vận động Ernst Happel, Viên, Áo               | Quần đảo Faroe | 3–0       | 6–0     | Vòng loại World Cup 2014 |
| 12. | 15 tháng 10 năm 2013 | Sân vận động Tórsvøllur, Tórshavn, Quần đảo Faroe | Quần đảo Faroe | 1–0       | 3–0     | Vòng loại World Cup 2014 |

### Đội tuyển quốc gia
| Đội tuyển bóng đá quốc gia Áo | Đội tuyển bóng đá quốc gia Áo | Đội tuyển bóng đá quốc gia Áo |
| Năm                           | Số lần ra sân                 | Số bàn thắng                  |
| ----------------------------- | ----------------------------- | ----------------------------- |
| 2003                          | 4                             | 1                             |
| 2004                          | 6                             | 1                             |
| 2005                          | 8                             | 0                             |
| 2006                          | 8                             | 1                             |
| 2007                          | 9                             | 2                             |
| 2008                          | 13                            | 2                             |
| 2009                          | 1                             | 0                             |
| 2011                          | 3                             | 1                             |
| 2012                          | 7                             | 2                             |
| 2013                          | 7                             | 2                             |
| 2014                          | 3                             | 0                             |
| Tổng cộng                     | 69                            | 12                            |

## Danh hiệu
- Giải vô địch bóng đá Áo (1): 2005 (Rapid Wien)
- Cầu thủ Áo xuất sắc nhất năm (1): 2003